# マカオ特別行政区立法会
マカオ特別行政区立法会（マカオとくべつぎょうせいくりっぽうかい、中国語: 澳門特別行政區立法會、ポルトガル語: Assembleia Legislativa da Região Administrativa Especial de Macau）、通称マカオ立法会は、中華人民共和国マカオ特別行政区の立法機関である。

## 議会構成
定数33、任期4年。14議席はマカオ全域を1選挙区とし、厳正拘束名簿式、最高平均方式（ドント式）によりマカオ市民の直接選挙で選出する、12議席は各種の職能団体を通じた間接選挙（職能代表制）で選出、7議席はマカオ特別行政区行政長官によって任命される。